# Zespół „demona nocy”
Zespół „demona nocy” (ang. the incubus syndrome) – dysfunkcja seksualna najczęściej występująca u kobiet, dotycząca przekonania, że kobietę żyjącą w abstynencji seksualnej nocami odwiedza demon (inkub) pobudzający ją seksualnie. Najczęściej wizja taka dotyczy atrakcyjnego mężczyzny, może on być nieokreślony lub fantazje dotyczą konkretnej osoby. Pojawiają się omamy przeżywania bodźców seksualnych, czucia ciała kochanka. Rzadkością są omamy o innej modalności zmysłowej. Takie przeżycia wiążą się z podnieceniem seksualnym aż do doświadczenia orgazmu włącznie.
Kobiety pozostają krytyczne w stosunku do tych przeżyć i rzadko szukają pomocy psychiatry czy seksuologa w tej sprawie. Niekoniecznie też odbierają to, co się im zdarza, jako przyjemne, raczej wstydzą się i nie dzielą się tym faktem nawet z osobami bliskimi. Często, ze strachu przed chorobą psychiczną, starają samodzielnie walczyć z tym zespołem.
Męskim odpowiednikiem tego zespołu jest the suc(c)ubus syndrome (por. sukkub), ale występuje on znacznie rzadziej.
Do czynników prowokujących tę dysfunkcję można zaliczyć:
- ascezę,
- histeryczne cechy osobowości,
- dużą zmysłowość kobiet, których potrzeby seksualne nie są zaspokajane,
- rozbudzoną wyobraźnię seksualną,
- narkotyki.

Istnieją także doniesienia na temat współwystępowania tego zespołu z erotomanią i urojeniami o treści seksualnej występującymi w schizofrenii.